# Big Sky (album)
Big Sky is het tweede studioalbum na de reünie van The Syn; het verscheen in 2009. Van The Syn is eigenlijk niets meer over. Alleen zanger Steve Nardelli moet de kar trekken en het kan in dat licht het best gezien worden als soloalbum. Hij vond Francis Dunnery, ex-It Bites bereid om mee te spelen op het album en ook de productie op zich te nemen. Het album is opgenomen in diverse geluidsstudios in de Verenigde Staten. Het album is qua genre moeilijk in te delen; het kan gezien worden als progressieve rock met singer-songwriter-inslag.

## Musici
- Steve Nardelli – zang
- Francis Dunnery – gitaar, zang, aanvullende toetsinstrumenten
- Tom Brislin – toetsinstrumenten
- Paul Ramsey – slagwerk
- Doris Jackson- achtergrondzang

## Composities
Allen van Nardelli en Dunnery
1. Big sky
2. Devils and dreams
3. New reality
4. Universal witness
5. Kings Clowns Cardinals
6. Milo
7. Running out of time
8. Madonna and child
9. The Reason
10. Big sky reprise